# Хабкерн
Хабкерн (нем. Habkern) — коммуна в Швейцарии, в кантоне Берн.
Входит в состав округа Интерлакен. Население составляет 631 человек (на 31 декабря 2006 года). Официальный код — 0579.